# Come la madre
Come la madre (On, Off) è un romanzo di Colleen McCullough pubblicato nel 2006 a New York da HarperCollins. In Italia il libro è uscito nello stesso anno 2006, nella traduzione di Roberta Zuppetti Tozzoli..
Il libro ha avuto più di dieci traduzioni. Nel 2010, a Melbourne è stato prodotto un audiolibro dalla Bolinda Audio, letto da Betty Bobbit.

## Edizioni
- Colleen McCullough, Come la madre, traduzione di Roberta Zuppet, collana Narrativa, Rizzoli, 2006,  p. 427.
- Colleen McCullough, Come la madre, BUR, Milano 2007